# گمینا سووپنگتسه
گمینا سووپنگتسه (به لهستانی:  Gmina Słopnice) یک گمینا در لهستان است که در شهرستان لیمانووا واقع شده‌است. گمینا سووپنگتسه ۵۶٫۷۴ کیلومتر مربع مساحت و ۵٬۹۱۷ نفر جمعیت دارد.